# 인디애나주의 기
인디애나주의 기(Flag of Indiana)는 폴 해들리(Paul Hadley)가 고안하고 1917년 5월 31일에 인디애나주 정부가 공식 채택하였다. 이 기는 인디애나주의 첫 공식기로서 법으로 기의 비율을 바꾼 것을 제외하면 현재까지 원 도안 그대로 쓰고 있다.

## 역사
1916년, 인디애나주 연방 가입 100주년을 축하하기 위해, 인디애나주 의회에서는 주기(州旗)를 만들 것을 요구하는 결의안을 발의했다. 주 의회의 요청에 따라 미국혁명여성회 인디애나 지부의 후원으로 대회를 열어 주기 도안을 공모받기로 했다. 또한 도안 응모를 촉진하기 위해, 대회 측에서는 채택된 이에게 100달러의 현금을 부상으로 내걸기도 했다. 200개가 넘는 주기 도안이 대회에 보내져 후원자인 인디애나 지부에서 심사하여 최종안을 선택했다. 최종안은 인디애나주 무어스빌에 거주하는 폴 해들리의 도안이 선정되었고, 부상으로 내걸린 현금 100달러를 받았다.
1917년 5월 31일, 해들리의 도안은 인디애나주의 공식기로 채택되었다. 그러나 채택 전, 주 의회는 해들리의 도안을 약간 바꿨는데, 원 도안에다 초승달 모양으로 휘어진 Indiana(인디애나)를 횃불 위에 삽입하였다. 또한 기의 명칭 역시도 1917년 이후 banner로 계속 불리다가 1955년 비율을 조정하는 법령을 통과하면서 banner에서 flag로 바꿨다.

## 요소
인디애나주의 기에는 중앙에 자유와 계몽을 상징하는 횃불이 그려져 있다. 횃불 주위의 광선은 인디애나주의 광범위한 영향력을 뜻한다. 19개의 별은 미합중국에 19번째로 가입한 인디애나주를 의미한다. 바깥 고리에 그려진 13개의 별은 1776년 독립 당시 연방에 가입한 13주를, 안 고리의 다섯 개의 별은 그 이후에 가입한 다섯 개의 주를, 횃불 위에 있는 큰 별 하나는 인디애나주를 뜻한다.
2001년, 북아메리카 기학 협회가 여론조사를 실시했는데, 이 중 인디애나주기가 미국과 캐나다의 주, 미국의 준주 72개의 기의 디자인 도안 중 32위를 차지하였다.

## 법안

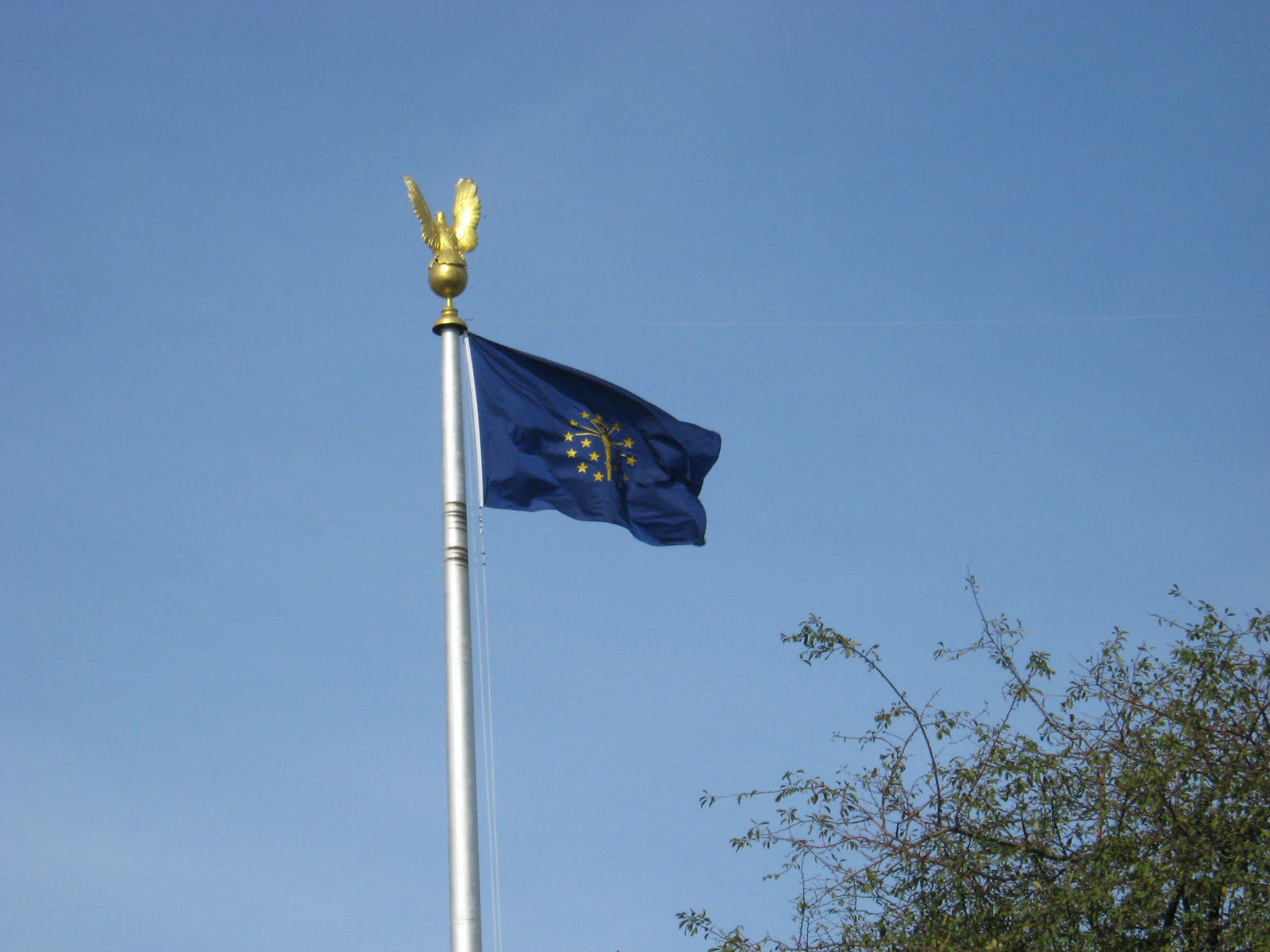
인디애나 세계대전 기념관에 게양되어 있는 인디애나주기

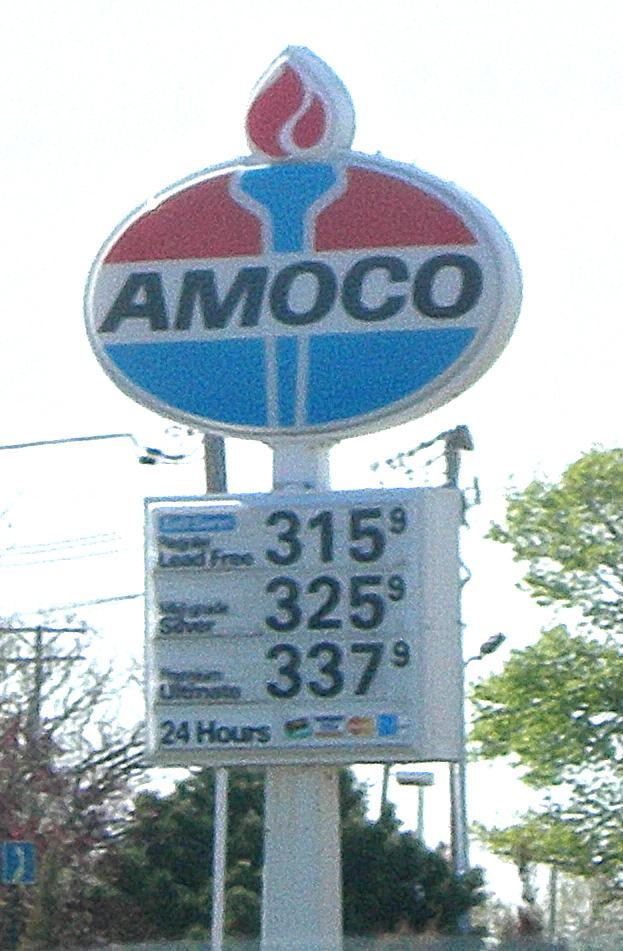
인디애나주기의 횃불을 본딴 아모코의 로고

주기의 도안에 대한 현행 법안은 이렇게 쓰여져 있다.
주기의 크기는 가로 3피트, 세로 2피트, 또는 가로 5피트, 세로 3피트나 이들 비율에 비례하는 크기로 만들어야 한다. 주기의 바탕은 파랑으로 하고, 안에는 금색 또는 담황색의 19개의 별과 불타는 횃불이 그려져야 한다. 13개의 별은 바깥의 원으로 구성되어 연방의 초기 13주를 뜻하고, 다섯 개의 별은 바깥 원 안 횃불 하단의 반원으로 구성되어 인디애나 이전에 연방에 가입한 주를 뜻하며, 19번째이자 여타 별보다 크기 더 큰 별은 인디애나주를 뜻하며 횃불 위에 위치한다. 별로 이루어진 바깥 원은 중앙의 큰 별을 기준으로 그 상단을 둘러야 하며, 단어 “Indiana”는 반원으로 휘어져 인디애나주를 상징하는 큰 별과 바깥 원의 가운데 별 안에 위치해야 한다. 광선은 횃불로부터 각각 바깥 원의 왼쪽과 오른쪽 가운데 상단에 있는 별 3개를 관통한다.

Its dimensions shall be three feet fly by two feet hoist; or five feet fly by three feet hoist; or any size proportionate to either of those dimensions. The field of the flag shall be blue with nineteen stars and a flaming torch in gold or buff. Thirteen stars shall be arranged in an outer circle, representing the original thirteen states; five stars shall be arranged in a half circle below the torch and inside the outer circle of stars, representing the states admitted prior to Indiana; and the nineteenth star, appreciably larger than the others and representing Indiana shall be placed above the flame of the torch. The outer circle of stars shall be so arranged that one star shall appear directly in the middle at the top of the circle, and the word "Indiana" shall be placed in a half circle over and above the star representing Indiana and midway between it and the star in the center above it. Rays shall be shown radiating from the torch to the three stars on each side of the star in the upper center of the circle.

## 사용
몇몇 법안 역시 주기의 사용처를 명시하고 있다. 주기는 모든 인디애나 민병대와 인디애나주 방위군 부대에, 그리고 인디애나주 의회 의사당 앞에 항상 게양되어야 한다. 또한 주기는 인디애나주 정부가 전적으로 또는 부분적으로 운영하는 모든 공공기관이나 주지사 집무실, 그리고 주 상·하원에도 걸려야 하며, 이는 공립 학교, 주립 대학, 주립 공원에도 마찬가지이다. 주기는 또한 국기인 성조기와 같은 경의와 대우를 받아야 하며 성조기가 걸린 깃대 오른쪽에 걸려야 한다.
2008년 말, 인디애나폴리스를 거점으로 한 트리뷴 미디어 소속의 방송국 WTTV에서는 주기의 도안을 차용하여 로고를 제작, 2015년 1월, CBS에서 지역 민방으로 가입할때까지 이 로고를 사용하였다.
1992년 영화 《배트맨 2》에서 인디애나주기의 디자인을 차용하여 고담시의 기로도 그려져 시장실에 걸려 있었다.
BP의 계열사인 아모코(Amoco, 구 인디애나 스탠더드 오일)의 로고에는 기업의 인디애나 출신을 강조하여 횃불이 그려져 있으며, BP에게 매각된 지금도 몇몇 주유소에서는 옛 아모코의 횃불 로고가 그려진 작업복을 사용하고 있다.

## 같이 보기
- 인디애나주의 문장

## 참고 문헌
- “Indiana Code, Title 1, Article 2, IC 1-2-2”. 1955년. 2015년 1월 21일에 원본 문서에서 보존된 문서. 2015년 1월 20일에 확인함.
- “Indiana Code, Title 1, Article 2, IC 1-2-3”. 1955년. 2015년 1월 21일에 원본 문서에서 보존된 문서. 2015년 1월 20일에 확인함.